# راویکانت ناگایچ
راویکانت ناگایچ (انگلیسی: Ravikant Nagaich; ۵ ژوئیهٔ ۱۹۳۱ – ۶ ژانویه ۱۹۹۱)، کارگردان فیلم و تهیه‌کننده فیلم اهل هند بود.
وی کارگردان فیلم‌هایی همچون قصه عشق، شریک زندگی من و قطار بوده‌است.